# 王智 (警察)
王智（20世纪—），男，中华人民共和国警察，原重庆市公安局沙坪坝区公安分局常务副局长。

## 生平
王智早年曾任辽宁省锦州市古塔公安分局刑侦大队大队长，古塔分局政委，重庆市公安局禁毒总队队长。2004年曾以古塔公安分局刑侦大队大队长的身份获第四届“辽宁省优秀青年卫士”荣誉称号。
王立军事件后，因被认定在海伍德死亡案中犯有徇私枉法罪，被判处有期徒刑5年。该案所有犯罪嫌疑人都表示不再上诉。

## 社会关系
在重庆任职期间的上司
- 薄熙来（十七届中央政治局委员兼重庆市委书记）
- 黄奇帆（重庆委副书记，市长）
- 刘光磊（重庆委常委兼政法委书记，在王立军之前任重庆市公安局局长）
- 王立军（重庆市原副市长公安局局长）
- 郭维国（重庆市公安局原副局长）

在重庆任职期间的同事
- 李　阳（重庆市公安局刑警总队原总队长）
- 王鹏飞（渝北区公安分局原局长）